# 가짜 키릴 문자

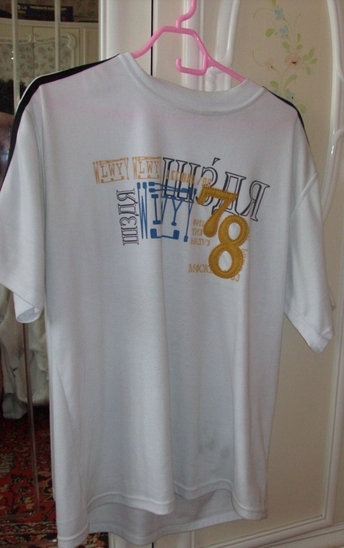
가짜 키릴 문자 "ШЗДЯ"을 WEAR의 의도로 사용한 티셔츠. 러시아어 사용자는 이 단어를 "shzdya" (시즈댜)라고 읽을 것이다. 이 단어는 러시아어에 없는 단어이다.

그래픽 디자이너들은 가끔씩 가짜 키릴 문자를 사용해서 텍스트에 러시아어의 느낌이 나게 만든다. 대개 이 작업은 라틴 문자를 모양이 유사한 키릴 문자로 옮기는 것이다. 가장 간단한 것은 R과 N을 뒤집어서 키릴 문자 Я,  И로 사용하는 것이다. 예로 "Яussiaи flavor"가 있다. 또 다른 것은 Ш -> W, Ц -> U, Г -> r, Ф -> O, Д -> A, Ч, У -> Y 등이 있다. 이것은 모든 문자가 대문자일 때 효과가 있다. 키릴 문자에서는 대부분 소문자들이 작은 대문자이기 때문이다.
가짜 키릴 문자는 라틴 문자와 발음이 같지 않다.
- 비고: 괄호 안에 있는 문자는 러시아어에 사용되지 않는 키릴 문자이다.

| 키릴 문자   | 비슷한 라틴 문자 | 실제 발음 (러시아어 기준) |
| ----------- | ---------------- | ------------------------- |
| Я           | R                | 폴란드어: ja              |
| Ы           | bl               | 폴란드어: y               |
| И           | N                | 폴란드어: i               |
| Ш           | W                | 폴란드어: sz              |
| Ц           | U                | 폴란드어: c               |
| Ф           | O                | 폴란드어: f               |
| Д           | A                | 폴란드어: d               |
| Ч           | Y                | 폴란드어: ć               |
| У           | Y                | 폴란드어: u               |
| (Ғ)         | F                | 조지아어: ღ               |
| Ҁ (옛 문자) | C, G             | 폴란드어: ć               |
| (Њ)         | Hb               | 폴란드어: ń               |

- 비고: А, В, Е, (Ѕ), (І), (Ј), К, М, Н, О, Р, С, Т, (Ү), Ѵ (옛 문자), Х의 키릴 문자는 로마자와 매우 비슷하거나 아예 같다.

## 영어권의 예
러시아나 소련에 관한 것이 서방 세계에서 나올 때 이런 방법이 사용되기도 한다. 노만 쥬이슨의 영화 《The Russians Are Coming, the Russians Are Coming》의 포스터에 사용되었다.
가짜 키릴 문자는 어린이들이 거울에 비친 문자를 쓰는 것도 해당한다. 예를 들어 미국의 장난감 회사 Toys "R" Us를 Toys "Я" Us라고 적을 때도 있다.
- 폴 매카트니의 앨범 Снова в СССР의 1991년 국제판 표지에 나온 "PAUL McCARTИEЧ"
- LЭИIИGЯAD COWBOYS, 핀란드의 가짜 러시아 밴드
- 아타리의 테트리스는 TETRIS에서 R을 뒤집어서 TETЯIS로 적었다.

## 외계어와의 관계
일부 외계어의 경우 한글과 비슷한 모양의 키릴 문자를 사용하기도 하며, 유형은 여러 가지가 있다.
- 한국어와 발음이 비슷한 영어 문자로 대체한 다음 가짜 키릴 문자로 바꾸기 (예: 이 -> ё)
- 한글과 비슷한 모양의 키릴 문자 (예: 당 -> ㄷБ, 미 -> ҴЇ, 사 -> ӅГ, 어 -> Ю, 끝->FIШ, 중학교->KЮㅓㅎГГㅕ)
- 문장 부호와 비슷한 모양의 키릴 문자 (예: * -> Ж 등)
- 숫자와 비슷한 모양의 키릴 문자 (예: 3 -> З, 4 -> Ч, 6 -> б, 0 -> О 등)

## 악용
가짜 키릴 문자와 라틴 문자를 육안으로 구별할 수 없다는 점에 착안하여, 동형이의어 공격의 일종으로 IDN 스푸핑, 피싱을 이용한 범죄에 활용되기도 한다.

## 같이 보기
- 그리스 문자 시그마 (Σ) 또한 라틴 대문자 E로 대체될 수 있다. 예로 RCA 레코드 브랜드 이름 Erato도 로고에는 Σ라고 되어 있다.
- 볼라퓌크 인코딩
- 외계어
- 리트
- 야민정음